# Euglossa hansoni
Euglossa hansoni là một loài Hymenoptera trong họ Apidae. Loài này được Moure mô tả khoa học năm 1965.